# محمد بابا حامد
محمد بابا حامد شاعر وإعلامي موريتاني، ولد 8 فبراير 1978 نواكشوط.

## سيرة
حائز على شهادة الدراسات العليا المتخصصة في الإشهار وتقنيات الإعلان من جامعة الحسن الثاني في مدينة الدار البيضاء بالمملكة المغربية سنة 2007 وشهادة المتريز (الباكلوريوس) في تخصص العلاقات الدولية من كلية القانون بجامعة نواكشوط سنة 2004.
له قراءت شعرية ومساهمات عديدة في المجال الثقافي. ومنها أمسية شعرية بأبوظبي في يونيو 2010
عمل في الصحافة الثقافية في الإمارات، خاصة في الأقسام الثقافية لصحيفتي «الاتحاد» و«البيان».

## إصدارات
من أعماله
- «مرافئ الشمس» مجموعة شعرية- دار النهضة العربية – لبنان - 2005 [6]
- «وجع المدائن» - مجموعة شعرية- المغرب- 2007،
- «وجوه في مقاهي القلب» - مجموعة شعرية- دار التكوين- دمشق- 2009، [7]
- «صبوات في مقام شاشات الوجد» 2020،[8][9]

## جوائز
- حاصل على جائزة الشعر في ملتقى أجيال الدولي، الدار البيضاء 2006، 2007.
- وفي تقديمه للشاعر ولد حامد قال الروائي والصحفي المصري محمد ثابت “إن جماعة الأدب وهي تستضيف الشاعر الموريتاني ولد حامد إنما تؤكد اهتمامها بالشعر العربي وتقرأ طبيعة هذا الشعر الذي لابد أن يمثل المناخ الذي نشأ فيه”